# 雫石将克
雫石 将克（しずくいし まさかつ、1993年8月20日 - ）は、株式会社Speak Fit代表取締役で元高知放送の男性フリーアナウンサーである。武蔵大学卒業。埼玉県さいたま市出身。血液型はA型。

## 人物

### 学生時代
小学校1年生から川口リトルリーグにて野球を始める。チームメイトに松本剛（北海道日本ハムファイターズ）と谷田成吾（徳島インディゴソックス球団代表）がいた。中学時代には日本代表として世界大会にも出場。アジア選手権優勝、世界大会では準優勝。
川越東高校に入学。当時の監督は阿井英二郎、一学年上には高梨雄平（読売ジャイアンツ）がいた。2010年の埼玉県大会では秋季、春季、夏季大会ではベスト4、甲子園の出場はなかった。武蔵大学に入学し硬式野球部に入部。プロ野球選手を目指していたが、スポーツに携わりたいとトレーナーの専門学校に進もうとする。

### アナウンサー時代
就職活動を行う中で、友人の勧めでアナウンサー試験を受ける。民放キー局試験では各局で最終試験まで進むも内定は得られなかった。2016年4月に日本テレビ系列の高知放送に入社。2017年から高校野球、高知龍馬マラソン、高校サッカー選手権のスポーツも担当。情報、報道、スポーツ、幅広く担当していた。2020年には夕方の情報番組『eye+スーパー』のメインMCを担当。

### フリーアナウンサー兼パーソナルトレーニングジム時代
2022年の3月いっぱいで高知放送を退職。フリーアナウンサーとして活動を始めると同時に、高知市はりまや町にてパーソナルトレーニングジムの経営を始める。

## パーソナルデータ
- 特技は、ピアノとそろばん。
- プライベートは基本的に筋トレ。
- アームレスリングでは全国3位。ベストボディジャパンという大会では2019年に全国6位。それ以降はJBBFのフィジークに出場し2021年には四国で7位の成績を収める。

## フリーアナウンサー時代の出演番組

### テレビ
- JリーグYBCルヴァンカップ1stラウンド 高知ユナイテッドSC vs.ガンバ大阪（実況、2025年3月20日、スポーツライブ+。解説:森崎浩司、リポーター:加戸英佳、制作協力:高知さんさんテレビ）
- 高校野球ダイジェスト（テレビ埼玉、2025年司会）

### YouTube
- Dogs TV – 実況担当（YouTube、2020年10月17日、2022年4月16日 - ）
  - 高知ファイティングドッグス （以下、高知FD）が在籍している四国アイランドリーグplus4球団のうち、徳島インディゴソックス（以下、徳島IS）、香川オリーブガイナーズ （以下、香川OG）、愛媛マンダリンパイレーツ （以下、愛媛MP）はホームゲームにおいて全試合無料で生配信を行っている一方で、高知側はホームでの開幕カード以外は全て不定期での中継である[3]。また、福岡ソフトバンクホークス3軍ホームゲームの対高知戦に関しては、イージースポーツで有料での生配信をされている。
  - 2020年10月17日の高知FD対徳島IS戦で、地元テレビ局のアナウンサーとして初めて実況を担当[注釈 1]。2022年4月からのフリー転向を機に、レギュラーで実況を担当するようになった。また、フリー転身1年目の2022年のみ日本トーター野球場で行われる一部試合で、スタジアムDJも担当していた。
  - なお、後述のラジオ番組出演時は、担当しない翌日がある前日に午前ラジオ番組出演→午後に帰高して実況を行うこともある。

### ラジオ
- さわやかラジオ おはようハイタッチ!→さわやかラジオ ラ・フレッシュ（RNCラジオ）（2022年5月3日 - ）
  - フリーアナウンサー転身後からレギュラー出演。「おはようハイタッチ」時代は火曜日・水曜日に、「ラ・フレッシュ」時代からは水曜日・木曜日にレギュラー出演。

## 高知放送時代の出演番組
- RKCニュース（2016年4月 – 2022年3月27日、不定期）
  - テレビでは「RKCニュース」として、ラジオでは「高知新聞ニュース・天気予報」としてそれぞれ放送。2020年9月までは午前帯（7時半過ぎ～11時台）も担当していた。
  - 日中～夜帯（11時40分～）をシフト勤務で担当する場合は、後述の「eye+スーパー」において報道フロアから最新ニュースを担当していた。
  - なお、高知放送が旧社屋最後の放送となった2022年3月27日のニュースは、雫石が担当していた。新社屋最初の翌日（2022年3月28日）の11時40分のテレビニュースでは、当時局アナウンサーだった纐纈琴巴（現・東海テレビ）が担当。
- スポーツ実況
  - テレビでは、日本テレビをはじめとした民間放送43社が共同制作する全国高等学校サッカー選手権大会の高知県大会決勝において、リポーター→実況を担当、2018年から2021年は、河内真（当時・アナウンサー、現・報道制作部所属キャスター）の後任として、全国大会の実況・リポーターとして派遣された。退社後は高橋龍介（雫石の同期）が受け継いでいる。
  - ラジオでは、高知放送が主催する高知放送杯「高知県中学校招待野球大会」の実況や、2017年～2021年まで（中止となった2020年を除いて）、毎年7月に行われる全国高校野球選手権高知大会の決勝戦でラジオ実況を担当した[注釈 2]。
  - また、高知放送が主催するゴルフ大会、高知龍馬マラソンの実況も担当していた[注釈 3]。

### テレビ
- eye+スーパー（2016年4月 - 2022年3月18日）
  - 入社時から出演。主に「ニュースありませんか？→お宝発見!まちどうが」コーナーなどを同期の高橋と共に担当。丸山修が平日全曜日を担当していた際には、丸山が休演時の代理キャスターを担当したこともあった。
  - 2020年3月30日からは月～木曜日のメインキャスターを担当。2022年3月18日の総集編スペシャルにおいて、今月いっぱいでの退社を報告した。
- こうちeye（2016年4月 - 2022年3月）
  - 先述の番組と同じく、入社時から出演。ただ、基本的のキャスターは河内が平日全曜日（雫石入社時の2016年4月から）、先輩の有吉都が月～水曜日（2020年12月まで）、同じく先輩の井手上恵（当時・アナウンサー、現・報道制作部所属キャスター）が木・金曜日（2020年12月まで）→平日全曜日（2021年1月～2022年3月）をそれぞれ担当していたことから、不定期でのコーナーキャスターおよび特集VTRナレーションにとどめた。一部の回では、河内の代理キャスターを務めることもあった。
  - 2020年4月27日から5月8日まで新型コロナウイルス感染拡大の緊急事態宣言が県内に発令されていたことを受けて、先述の「eye+スーパー」が休止。当面木・金曜日の進行キャスターを井手上と共に担当していた。
- おはようこうち（2019年4月7日 - 2020年3月29日）

### ラジオ
- 朝の話題
- モーニングシャワー→モーニングチューン
- LUNCHリクエスト
  - 両番組とも他のアナウンサーと週替わりでパーソナリティを担当。
- 今日も元気に～ぱわらじっ!! - 代理パーソナリティ
  - 火曜日担当の武内有子が休暇を取った際のみ出演。
- RKCラジオキャラバン（不定期）
  - 毎年秋期～冬期（10月～翌年3月）には、高知放送ラジオが放送されている生ワイド番組を休止し、アナウンサー・パーソナリティーがスタジオを飛び出して県内の34市町村から公開生放送を実施。この時も、雫石が1つの市町村に出張していた[4]。